# Ułzar
Ułzar (ros. Улзар) – wieś (ułus) w Rosji, w Buriacji, w rejonie dżydińskim. W 2010 liczyła 110 mieszkańców.